# Novopetrivka, Petrove
Novopetrivka (în ucraineană Новопетрівка) este un sat în comuna Cervonokosteantînivka din raionul Petrove, regiunea Kirovohrad, Ucraina.

## Demografie
Componența lingvistică a localității Novopetrivka
     Ucraineană (91,43%)
     Rusă (8,57%)
Conform recensământului din 2001, majoritatea populației localității Novopetrivka era vorbitoare de ucraineană (91,43%), existând în minoritate și vorbitori de rusă (8,57%).